# Acid izonicotinic
Acidul izonicotinic este un compus organic cu formula chimică C5H4N(CO2H). Este un derivat de piridină cu funcție acid carboxilic (COOH) în poziția 4. Este un izomer al acidului nicotinic și picolinic, care prezintă grupa carboxil în pozițiile 3- și 2-. Există derivați ai acestui acid care sunt medicamente. Hidrazidele sale sunt izoniazidă, iproniazidă și nialamidă. De asemenea, etionamida este un derivat.